# Прави стојности
Прави стојности (хинд. बंधन) је индијски филм из 1998. године.

## Улоге
| Глумац      | Улога              |
| ----------- | ------------------ |
| Салман Хан  | Раџу               |
| Џеки Шроф   | Такур Сураџ Партап |
| Рамба       | Џиоти              |
| Ашмини Баве | Пуја               |
| Шакти Капур | Билу               |
| Ашок Сараф  | Чилу               |
| Мукеш Риши  | Гајендра           |
| Швета Менон | Вајшали            |